# Striježevica
Striježevica je naselje u Republici Hrvatskoj u Požeško-slavonskoj županiji, u sastavu općine Brestovac.

## Zemljopis
Striježevica je smještena oko 24 km sjeveroistočno od Brestovca, na cesti Kamenska - Voćin.

## Stanovništvo
Prema popisa stanovništva iz 2011. Striježevica je imala 9 stanovnika.
| broj stanovnika | 86    | 102   | 100   | 92    | 137   | 166   | 153   | 171   | 102   | 134   | 151   | 124   | 101   | 88    | 7     | 9     | 3     |
|                 | 1857. | 1869. | 1880. | 1890. | 1900. | 1910. | 1921. | 1931. | 1948. | 1953. | 1961. | 1971. | 1981. | 1991. | 2001. | 2011. | 2021. |